# Marstrands Mekaniska Verkstad
Marstrands Mekaniska Verkstad, var ett skeppsvarv på Hedvigsholmen i Marstrand, som anlades i slutet av 1800-talet som reparationsvarv, med aktiebolagsbildning 1904, av August Andersson och Bertil Egnell (1878–1956).
Företagets verksamhet var reparationer och underhåll av mindre fartyg samt tillverkning av kopparfärg. Företaget hade också ett avtal med AB J.V. Svenssons Motorfabrik i Stockholm om försäljning av råoljemotorn Avance i södra Sverige.
Det döptes om 1964 till Marstrandsverken, med nya ägare och gick i konkurs 1967. Det övertogs därefter av Mattssongruppen i Uddevalla som drev båttillverkningen med hela fartyg och fartygssektioner (stävar) till större fartyg vidare till 1991 under namnet FEAB Marstrandsverken. Ett av de största nybyggnadsprojekten var Ro-Pax-färjan Saga Star 1981, för vilket Marstrandsverken byggde stäven och Kalmar varv akterskeppet, varefter fartyget slutmonterades på Eriksbergs Mekaniska Verkstad i Göteborg.
År 1991 lades företaget ned.

## Byggda fartyg i urval
- Bogserbåten Sölve, Marstrands Mekaniska Verkstad 1940[2]
- GG 774 Danö (Götaland, Themis), stålsidotrålare, Marstrandsverken 1966[3]
- Ocean Troll, supply-fartyg, FEAB Marstrandsverken 1984,
- Baboon, lyxyacht, FEAB Marstrandsverken 1989-90
- Blue Clipper (Blue C 1), yacht, FEAB Marstrandsverken 1991